# Trichopterigia rufinotata
Trichopterigia rufinotata là một loài bướm đêm trong họ Geometridae.